# Фантина (Месина)
Фантина је насеље у Италији у округу Месина, региону Сицилија.
Према процени из 2011. у насељу је живело 78 становника. Насеље се налази на надморској висини од 439 м.